# David Merkl
David Merkl (* 24. Oktober 1987) ist ein deutscher Toningenieur, Sound Designer und Musikproduzent. Er arbeitet in der Musikproduktion mit Immersive Audio.

## Leben
Merkl wuchs in München in einer Musikerfamilie auf und erlernte in früher Kindheit das Klavierspiel. Seit 2010 ist er freiberuflich als Toningenieur, Sound Designer und Produzent tätig.
Seit 2017 ist er im Team der msm-studios, seit 2018 ist er zudem Mitglied des Toningenieur-Kollektivs des Labels IAN Records.
Als Immersive Mixing Engineer ist Merkl an zahlreichen Produktionen beteiligt, unter anderem für die Wiener Philharmoniker, Purple Disco Machine, die Münchner Symphoniker, Yello, Herbert Grönemeyer, MilleniumKid, Bennett, Lou Bega, Nils Wülker und Alle Farben.
Neben seiner Studioarbeit gibt Merkl regelmäßig Masterclasses und Fachvorträge – unter anderem an der ARD.ZDF Medienakademie und am Royal Conservatoire in Den Haag. Darüber hinaus ist er in Fachmedien als Experte für Mastering und Immersive Audio präsent, unter anderem beim Verband Deutscher Tonmeister, im KEYS & Recording Magazin Podcast sowie im Print-Magazin Beat.

## Mixing und Mastering (Auswahl)
Merkl war unter anderem an folgenden Produktionen als Engineer beteiligt:
- 2016: Chopin: The Complete Recordings on Deutsche Grammophon
- 2019: Sarah Brightman - Hymn in Concert
- 2020: Konstantin Reymaier - The New Organ at St. Stephen's Cathedral, Vienna
- 2020: Berlin Radio Symphony Orchestra, Stephan Frucht, Annika Treutler - Viktor Ullmann: Piano Concerto Op. 25; Piano Sonatas No. 3 & 7
- 2021: Herbert von Karajan - Sibelius: Complete Recordings on Deutsche Grammophon
- 2022: Stefan Zaradic's Jazzmachine - 24
- 2024: Boris Blank - Resonance

## Filmografie (Auswahl)
- 2015: My Last Respects (Kurzfilm)
- 2016: Strings of Hope (Produktion)
- 2017: Philip Rosenthal – Der Unternehmer, der nicht an den Kapitalismus glaubte
- 2018: Die Inselärztin (Fernsehserie, 2 Folgen)
- 2018: Day Off (Kurzfilm)

## Auszeichnungen
- 2024: Vision of Sound Award in der Kategorie „Crossover“[7]